# Parbangunan
Parbangunan is een bestuurslaag in het regentschap Mandailing Natal van de provincie Noord-Sumatra, Indonesië. Parbangunan telt 1655 inwoners (volkstelling 2010).